# صحراء قربان تونغوت

موقع صحراء قربان تونغوت

صحراء قربان تونغوت صحراء تسع جزءا كبيرا من حوض جونغاريا في شمال سنجان، في شمال غرب جمهورية الصين الشعبية، وتقع عاصمة الإقليم جنوبها.